# Cavalo-marinho-raiado
O cavalo-marinho-raiado (nome científico: Hippocampus erectus) é uma espécie de cavalo-marinho que pertence à família dos singnatídeos (Syngnathidae). É diurno, com comprimento aproximado de 15 centímetros e vida útil de um a quatro anos. Pode ser encontrado em inúmeras cores, de cinzas e pretos a vermelhos, verdes e laranjas. Vive no Oceano Atlântico ocidental, ao norte do Canadá e ao sul do Caribe, México e Venezuela. Nada em posição ereta e usa suas barbatanas dorsais e peitorais para orientação durante a natação.

## Descrição

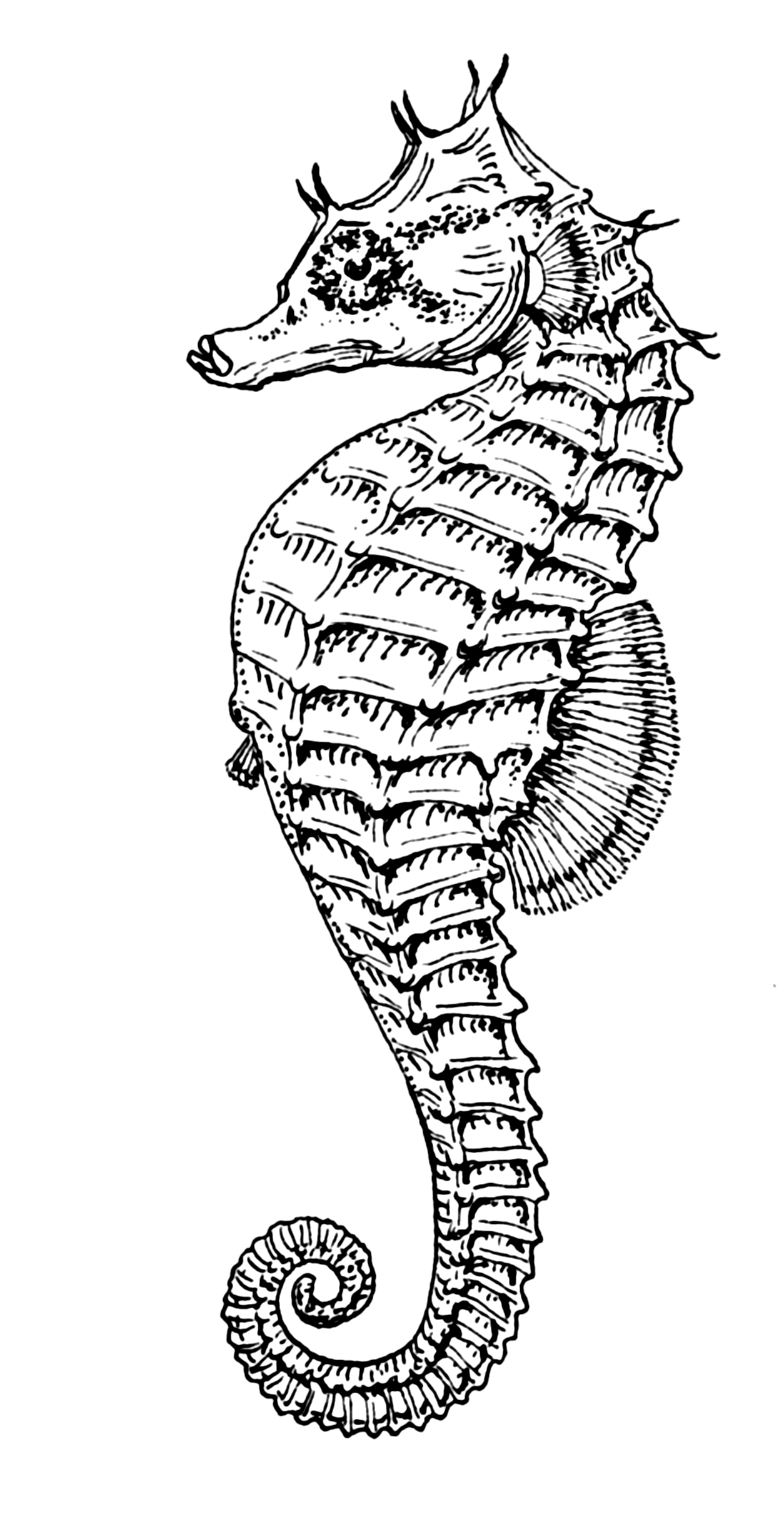
Esta imagem mostra a estrutura óssea do cavalo-marinho-raiado

O cavalo-marinho-raiado foi nomeado pela primeira vez por George Perry em 1810. Hippocampus se traduz em "cavalo ou monstro marinho" em grego antigo. É uma espécie diurna que varia em comprimento de 12 a 17 centímetros; o comprimento máximo relatado à espécie é 19 centímetros. É sexualmente dimórfico, o que significa que existem diferenças distintas na aparência de machos e fêmeas; mais notavelmente a bolsa de ninhada localizada no abdome do macho que é utilizada na reprodução. Os machos também são ligeiramente maiores em tamanho e têm caudas preênseis mais longas do que as fêmeas. Na natureza, tem uma vida útil de um a quatro anos; no entanto, em cativeiro, sua vida útil geralmente atinge os quatro anos completos. Quatro anos também é a idade máxima relatada à espécie. Eles têm um amplo espectro de cores, variando de preto, cinza, marrom e verde, a laranja, vermelho e amarelo. Tendem a ser mais pálidos na parte da frente. No entanto, suas cores mudam devido a altercações em seu ambiente, dieta, ansiedade ou nível de estresse e/ou humor.
O cavalo-marinho-raiado é musculoso e de aparência ereta. Tem um corpo semelhante a uma armadura, composto por aproximadamente cinquenta placas ósseas. Juntas, essas placas ósseas formam o esqueleto externo da espécie. É comum que a espécie tenha linhas brancas delineando a área do pescoço - daí seu nome comum em inglês, lined seahorse - e que pequenos pontos brancos estejam presentes na cauda. A cauda preênsil que segue as placas ósseas é utilizada pelo cavalo marinho para agarrar seu ambiente composto de algas e corais. A cauda se curva à frente e raramente está alinhada. Quando jovem (duas a quatro semanas), a cauda é extremamente flexível. O comprimento do focinho é aproximadamente metade do comprimento da cabeça. Os olhos podem se concentrar juntos ou podem operar independentemente um do outro. O cavalo-marinho-raiado atinge sua maturidade sexual a partir dos quatro meses; no entanto, a data normal é tipicamente cerca de oito meses. O tamanho mínimo de um cavalo-marinho-raiado sexualmente maduro é 5,6 centímetros.

## Habitat e distribuição
O alcance do cavalo-marinho-raiado se estende desde o limite norte da Nova Escócia, Canadá, até o limite sul na Venezuela na América do Sul. Podem ser encontrados na costa leste dos Estados Unidos em Conecticute, Delauare, Flórida, Geórgia, Luisiana, Marilândia, Nova Jérsei, Nova Iorque e Carolina do Norte, bem como nas águas ao redor do México e do Caribe. Os indivíduos encontrados no Brasil parecem ser de uma espécie diferente; no entanto, mais pesquisas são necessárias para determinar esta proposta. É nativo dos seguintes locais: Nova Escócia, Canadá, Estados Unidos, Bermudas, Cuba, México (Veracruz, Iucatã), Haiti, São Cristóvão e Neves, Belize, Honduras, Nicarágua, Costa Rica, Panamá, Guatemala e Venezuela. Também foi registado nos Açores, mas não é claro se há uma população bem estabelecida nas águas em torno daquele arquipélago.
A espécie é encontrada em profundidades de até setenta e três metros. Os adultos podem ser encontrados nadando livremente ou presos a um objeto estacionário. Os juvenis geralmente nadam perto da superfície. Seu habitat consiste em vegetação marinha, como sargaço suspenso, ervas marinhas, esponjas e manguezais. Dependendo da época, a espécie pode ser encontrada em águas rasas ou profundas ao longo de praias, bancos de ostras e margens cobertas de vegetação, bem como em baías ou sapais. Também pode ser encontrado com suas caudas enroladas em armadilhas de caranguejo. No inverno, é mais proeminente em águas mais profundas, em comparação com os meses mais quentes, onde geralmente é encontrado em águas rasas preso à vegetação.
A temperatura em que o cavalo-marinho-raiado habita varia com as diferentes latitudes. A temperatura tem um efeito no desenvolvimento das gônadas, no tamanho da ninhada e no desenvolvimento e sobrevivência dos juvenis. Muitos experimentam flutuações de temperatura durante os ciclos diários das marés, as diferentes estações de cada ano e devido à precipitação ou escoamento. Os adultos têm a capacidade de migrar para águas mais profundas durante as estações frias. Um estudo mostrou que a maior taxa de sobrevivência e crescimento dos juvenis ocorreu em 28 a 29 °C em cativeiro. Além da temperatura, há também uma grande faixa de concentração de salinidade dependendo da localização que afeta a espécie. A salinidade mais comum é de 25 a 35 ppt. Em cativeiro, a espécie é mais comumente mantida em 35 ppt. O cavalo-marinho-raiado é a única espécie de cavalo marinho nativa da Baía de Chesapeake.

## Ecologia

### Comportamento

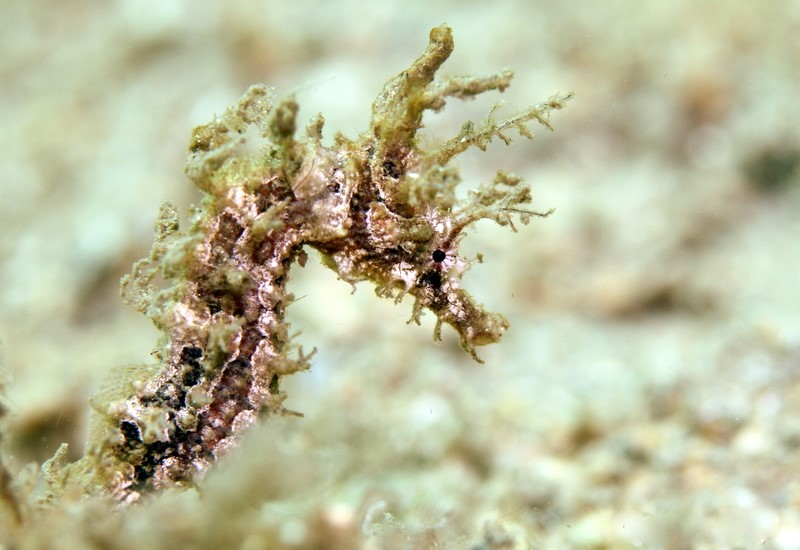
Juvenil de cavalo-marinho-raiado

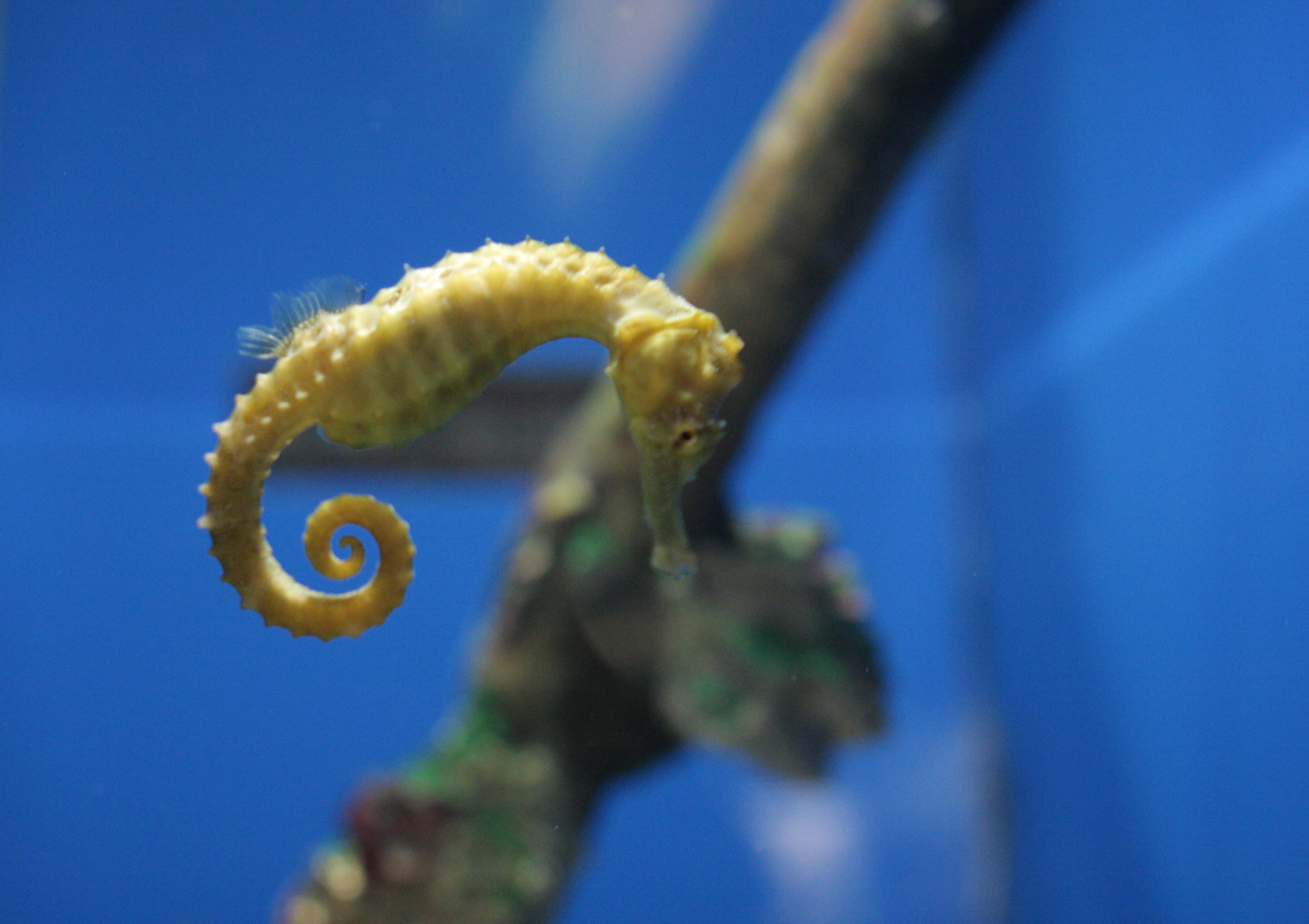
As barbatanas ajudam a guiar e impulsionar o cavalo-marinho

O cavalo-marinho-raiado é um nadador fraco, nadando em posição ereta. Em comparação com suas barbatanas, o corpo é muito grande, outra razão pela qual é um mau nadador. Não nada por longos períodos de tempo, nem viaja longas distâncias, a menos que esteja migrando. Impulsiona seu corpo para frente com suas barbatanas dorsais e peitorais, que se movem rapidamente para frente e para trás. Essas barbatanas também são utilizadas para direcionar seu corpo pela água e bate de vinte a trinta vezes por segundo, tornando-as quase invisíveis à primeira vista. Utiliza seu focinho alongado para consumir suas presas, consistindo principalmente de crustáceos, moluscos e zooplâncton. Alguns machos parentais em cativeiro canibalizam um pequeno número de seus próprios alevinos, ou juvenis, após a liberação no habitat. Para emboscar suas presas, o cavalo-marinho-raiado emprega mudanças de cor para se camuflar com o ambiente ao redor, localiza a presa e, em seguida, dá uma guinada com a cabeça para cima, forçando a presa a ser sugada pelo focinho tubular. É altamente preciso, especialmente se sua presa estiver a poucos centímetros de seu focinho. No geral, esse processo é rápido e preciso. Um cavalo-marinho-raiado em crescimento pode se alimentar continuamente por até dez horas por dia, engolindo aproximadamente 3 600 artêmias.
Uma característica única do cavalo-marinho-raiado (e de outras espécies de cavalos-marinhos) é a prática da monogamia, com os machos e fêmeas escolhendo parceiros com os quais continuarão a acasalar por toda a vida. Suas características monogâmicas incluem danças rituais com seu parceiro que realizam todas as manhãs. Essas danças estabelecem sua relação permanente como companheiros. Se um cavalo-marinho-raiado macho ou fêmea perder seu parceiro por qualquer motivo, leva tempo até que substitua seu companheiro. Além da monogamia, o cavalo-marinho-raiado também faz sons no processo de acasalamento. Os cavalos-marinhos têm uma crista óssea semelhante a uma coroa chamada coroneta localizada na parte de trás da cabeça na borda do crânio. Cada coroneta é única para o indivíduo, assim como uma impressão digital é única para cada ser humano. A coroneta se assemelha a um padrão de estrela e está presa de forma bastante frouxa e tem bordas afiadas. À medida que o cavalo-marinho-raiado levanta a cabeça, a borda do crânio desliza sob a coroa e para fora quando inclina a cabeça. À medida que a borda do crânio desliza para baixo e para fora da coroneta, um som de clique é produzido. Cavalos-marinhos em acasalamento nadam juntos lentamente, alternando seus sons de clique, até que se abraçam. Uma vez que o cavalo-marinho-raiado macho e a fêmea se abraçam, os sons do macho e da fêmea se unem, tornando-se indistinguíveis um do outro. Essa ação cria um som mais alto e consecutivo, estabelecendo ainda mais seu vínculo.

### Reprodução

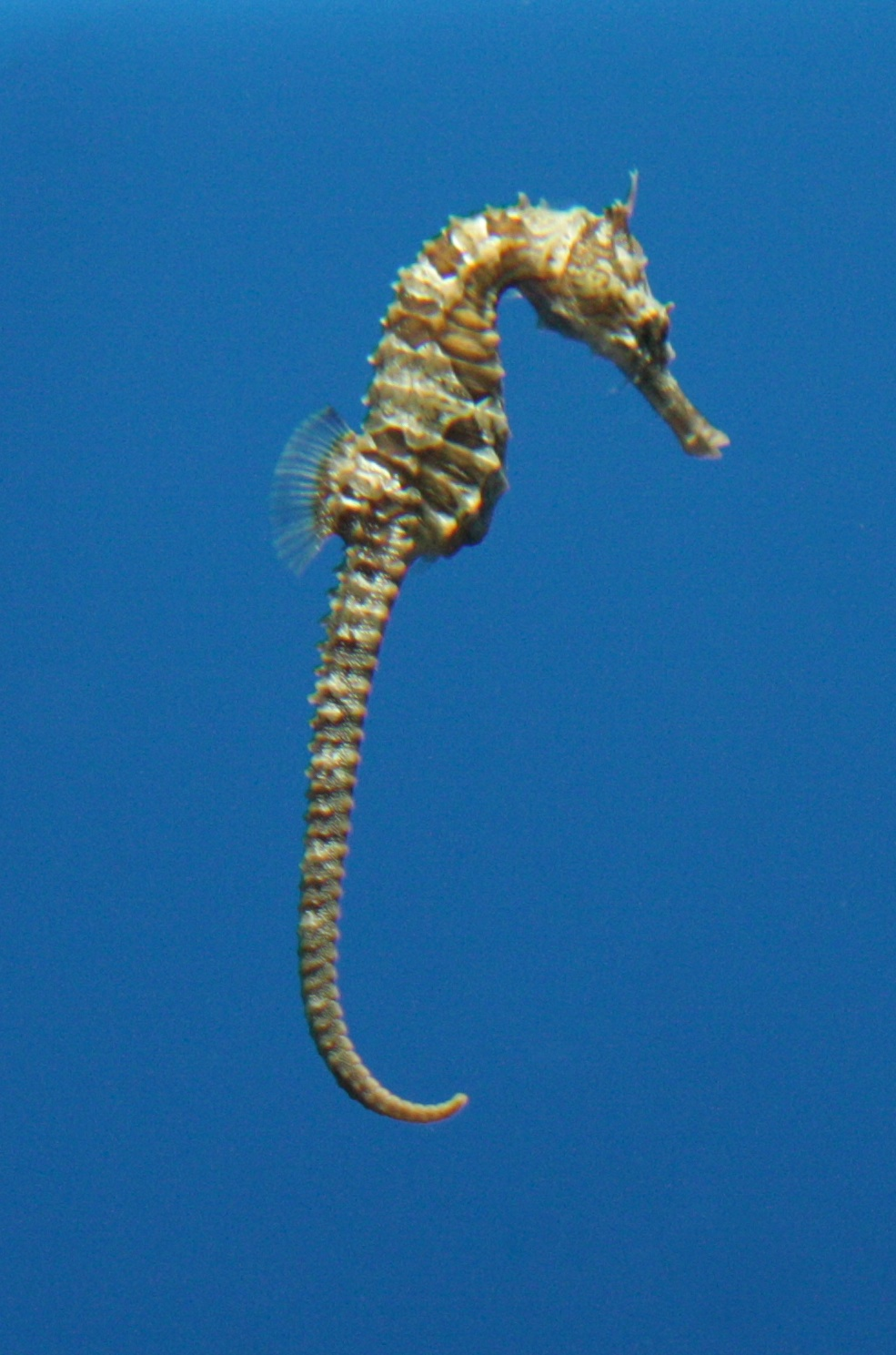
Esta imagem mostra a cauda preênsil utilizada na reprodução do cavalo-marinho-raiado macho

Durante a relação sexual, a fêmea pulveriza seus ovos na bolsa dos machos, que é chamada de "bolsa de criação", onde os ovos são fertilizados e selados. O tamanho da ninhada das fêmeas pode ser igual ou superior a mil e o tamanho da ninhada dos machos pode variar de 97 a 1 552 ovos. O número de ovos que a fêmea produz varia de acordo com o tamanho do cavalo-marinho-raiado. Seiscentos e cinquenta ovos podem ser carregados por um único macho de uma só vez. Os ovos são de 1,5 milímetros de diâmetro. Quando os ovos estão sendo incubados dentro da bolsa do macho, os embriões recebem oxigênio por meio de um extenso sistema capilar. Por meio desse sistema, os níveis de sódio e cálcio podem ser alterados para manter a homeostase no ambiente da bolsa. Quando os embriões estão próximos da data do nascimento, o ambiente da bolsa se torna muito semelhante à água do mar. O período de gestação dura de 20 a 21 dias. Quando a hora finalmente se aproxima, o macho prende sua cauda preênsil em um objeto de apoio enquanto se apoia para frente e para trás, até que os filhotes saiam da bolsa. O movimento continua até que todos os filhotes tenham saído com sucesso. Os ovos que não eclodem levam a liberação de um gás dentro da bolsa do macho. Logo depois, o cavalo-marinho-raiado macho inevitavelmente flutua à superfície, se tornando uma presa fácil na cadeia alimentar marinha.
Os juvenis têm aproximadamente 11 milímetros ao nascer e são considerados embriões até serem capazes de nadar por conta própria. Os juvenis atingem o tamanho máximo por volta dos 8-10 meses de idade. Estima-se que apenas cerca de dois juvenis crescem até o tamanho adulto entre as centenas que nascem. Em cativeiro, os indivíduos mantiveram uma taxa de crescimento vertical de 0,55 milímetros por dia durante 100 dias. Os juvenis machos desenvolvem bolsas quando têm 5-7 meses de idade. Os juvenis desenvolvem rapidamente as características físicas do adulto. Após o nascimento, o cortejo do casal recomeça. A reprodução ocorre nos meses de maio a outubro na Baía de Chesapeake. Julho é quando a população de cavalo-marinho-raiado é a maior na Flórida.

### Predadores e parasitas
Os predadores do cavalo-marinho-raiado incluem caranguejos, raias, patins (rajídeos), aves marinhas, tubarões, atuns e Coryphaena. Embora suas táticas de camuflagem reduzam o risco de se tornarem presas, suas fracas habilidades de natação aumentam a probabilidade de ser consumido por seus predadores, especialmente peixes grandes. Muitos parasitas e infecções podem afetá-lo, incluindo ciliados (Uronemamarinum), nematoides, fungos, mixosporídeos e microsporídios (Glugea heraldi).

## Conservação

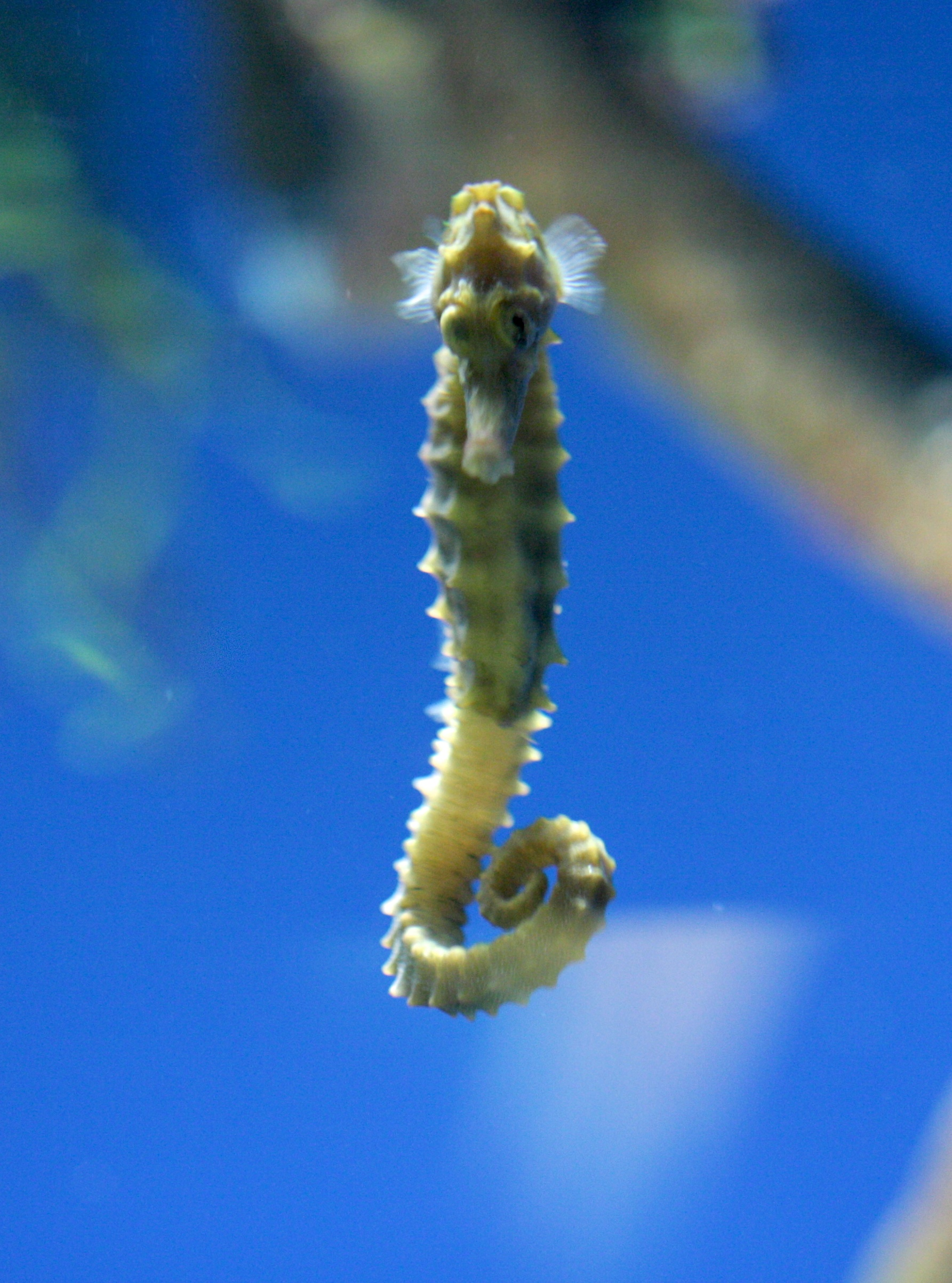
Nesta vista frontal do cavalo-marinho-raiado, os olhos podem ser observados; podem se mover independentemente um do outro

O cavalo-marinho-raiado é reconhecido como vulnerável desde 1996 e foi classificado como vulnerável na Lista Vermelha da União Internacional para a Conservação da Natureza (UICN / IUCN) de 2003, indicando que não houve melhorias significativas nos fatores de proteção. Devido à perda ou dano ao seu habitat pela poluição e desenvolvimento costeiro, captura acidental ou captura intencional, a população de cavalo-marinho-raiado está começando a diminuir, pelo menos desde 1996, quando foram observadas mudanças no tamanho da população. É uma espécie muito comum no comércio de aquários, o que também afeta a população que permanece na natureza, embora a grande maioria para venda no comércio de aquários seja criada em cativeiro. Também é usado para decoração ornamental e à medicina chinesa. Apesar de sua popularidade, a produção da espécie via aquacultura comercial é amplamente teórica. Uma implementação bem sucedida poderia afetar positivamente a população do cavalo-marinho-raiado.
No Brasil, a espécie foi classificada como vulnerável na Lista de Espécies da Fauna Ameaçadas do Espírito Santo; em 2010, sob a rubrica de dados insuficientes no Livro Vermelho da Fauna Ameaçada no Estado do Paraná; em 2011, apareceu como vulnerável na Lista das Espécies da Fauna Ameaçada de Extinção em Santa Catarina; em 2014, como ameaçado de sobre-exploração no Livro Vermelho da Fauna Ameaçada de Extinção no Estado de São Paulo; em 2014, como vulnerável na Portaria MMA N.º 444 de 17 de dezembro de 2014; em 2017, como vulnerável na Lista Oficial das Espécies da Fauna Ameaçadas de Extinção do Estado da Bahia; e em 2018, como vulnerável no Livro Vermelho da Fauna Brasileira Ameaçada de Extinção do Instituto Chico Mendes de Conservação da Biodiversidade (ICMBio) e como vulnerável na Lista das Espécies da Fauna Ameaçadas de Extinção no Estado do Rio de Janeiro.

### Vida em aquário
Os requisitos mínimos de habitat para cavalo-marinho-raiado em cativeiro consistem em um tanque com 18 polegadas de altura e 20 a 25 galões para um par (76 - 95 litros) e 30 a 40 galões para dois pares (114 - 152 litros). O tanque deve ser mantido a uma temperatura constante entre 22 e 25 °C. É uma espécie fácil de lidar e não é uma ameaça para outros peixes que possam estar em um aquário. O cavalo-marinho-raiado prospera em um ambiente com objetos em que pode se esconder e prender sua cauda. Os cavalos-marinhos-raiados devem ser alimentados várias vezes ao longo do dia, em vez de uma quantidade menor de refeições maiores. Em cativeiro, é frequentemente alimentado com náuplios vivos ou congelados, camarões Mysis e Palaemonetes, artêmias adultas, anfípodes gamarídeos e caprelídeos, krill alevino e congelado.